# Barbara Lison
Barbara Lison (2 d'octubre de 1956, Zbrosławice, Polònia) és una bibliotecària alemanya, bibliotecària en cap de la Biblioteca de la Ciutat de Bremen i membre de la Federació Internacional d'Associacions i Institucions Bibliotecàries, que presideix des de 2021. Del 2016 al 2019 va ser la presidenta de l'Associació Alemanya de Biblioteques (DBV), entre altres càrrecs importants a nivell europeu.

## Biografia

### Educació i professió
Lison va cursar estudis en Història i Educació eslaves a la Universitat del Ruhr a Bochum. Després de graduar-se, va ser professora de rus a Düsseldorf durant un curt temps. A això li va seguir un període de pràctiques per a estudiants a Düsseldorf, així com un període de pràctiques de biblioteca a Bochum, Oldenburg i Colònia i treball com a bibliotecària. Durant cinc anys, del 1987 al 1992, va dirigir la biblioteca de la ciutat d'Oldenburg. El 1992 es va convertir en directora de la Biblioteca de la Ciutat de Bremen i des del 1999 n'ha estat la gerent d'operacions. El seu treball com a presidenta de la IFLA es concentrarà entre altres coses en el canvi climàtic, perquè el sector bibliotecari i les seves comunitats d'usuaris participin amb accions relacionades amb la sostenibilitat ambiental.

### Altres oficines a càrrec seu i membres
- Integrant de la junta directiva de l'Associació Alemanya de Biblioteques del 2004 al 2006, 2010 al 2013 i 2013 al 2016; Càtedra Federal del 2016 al 2019
- Integrant de la junta directiva de l'Associació de Biblioteques de Bremen, Associació Estatal de Bremen a l'Associació de Biblioteques d'Alemanya (1992-2016)
- Presidenta de l' Associació Federal de Biblioteques d'Informació d'Alemanya – BID (2006-2010); Vicepresident (2016-2019)
- Integrant de la junta de l' Oficina Europea d'Associacions de Biblioteques, Informació i Documentació (EBLIDA), l'organització paraigua europea d'associacions nacionals de biblioteques (1997-2001, 2005-2009, 2015-2018); Vicepresident (2006-2009, 2015-2018); President de l' EBLIDA - Grup d'Experts en Cultura i Societat de la Informació (2008-2010)
- Integrant del Consell Assessor de Biblioteques i Informació de l'Institut Goethe (1998-2004, 2010-2013, 2013-2016)
- Des del 1999 experta per a l'Institut Goethe (seminaris i col·loquis sobre temes de ciència i pràctica bibliotecària) a Europa i en països no europeus
- Directora Gerent de la Fundació Rudolf Alexander Schröder a Bremen i membre del jurat del Premi de Literatura de Bremen
- Integrant del jurat El llibre polític de la Friedrich-Ebert-Stiftung.
- Integrant del consell de supervisió d'ekz.bibliotheksservice (ekz) a Reutlingen (1993-2017)
- Consell Cultural Alemany : Presidenta del Comitè Tècnic de finançament cultural (2010 a 2011); Membre dels comitès de compromís cívic (2007-2011) i indústries culturals i creatives (2007-2011); Membre de la Comissió de Treball i Assumptes Socials (2011 a 2013, 2013 a 2023)
- Integrant de la junta de l'Federació Internacional d'Associacions i Institucions de Bibliotecaris (IFLA), l'associació mundial d'associacions de bibliotecaris (2011 a 2013, 2013 al 2015, 2017-2019, President electe 2019-2021, President 2021-2023)
- Integrant de la Junta de Fideïcomissaris del Centre de biblioteques informàtiques en línia (OCLC) (2012 a 2016, 2016 a 2020)
- Integrant de Wittheit zu Bremen

## Publicacions (selecció)

### Recursos en línia
- Sobre l'estat del tractament de l'heterogeneïtat a la bascoda: inventari i perspectives. De Lison, Barbara; Mayr, Philipp; Walter, Anne-Kathrin. Editorial Dinges & Frick 2007. OCLC 662296851 (sol·licitud / pdf)
- Dotació de personal per a la biblioteca híbrida: estratègies innovadores en el camp del desenvolupament del personal: amb exemples de bones pràctiques de Brisbane, Austràlia, com es reflecteix a Seattle, EE. UU. Singapur; Estocolm, Suïssa; i Bremen, Alemanya. Per Barbara Lison i Inga Lundén. Fundació Bertelsmann, 2004. (Llibre electrònic)
- Cooperació i competència en el desenvolupament de serveis electrònics a biblioteques. Dobbie, Allison. [Ed. Electrònica. ]. - Gütersloh: Fundació Bertelsmann, 2002. Aquest títol té una referència de text complet.
- Bibliothèques publiques allemandes (Les. 2001-01-01. OCLC 903019184 text / xml)

### Monografies i edició
- Portali sul passato i sul futur: biblioteche in Germania: publicat el seu incaric della Bibliothek & Information Deutschland e. V. (BID) / Jürgen Seefeldt i Ludger Syré. Amb una pref. di Barbara Lison. Trad.: Piero Santambrogio. Amb la collab. digues Beate Neumann. Hildesheim; Zuric; Nova York, NY: Olms 2009
- Portals al passat i al futur: biblioteques a Alemanya zs. amb Jürgen Seefeldt. 3r, revisat. Ed. Hildesheim [u. una. ]: Olms, 2007
- Portals al passat i al futur: biblioteques a Alemanya zs. amb Jürgen Seefeldt. 2da rev. ed. Hildesheim [u. una. ]: Olms, 2007
- Informació i ètica: Tercer Congrés d'Informació i Biblioteques de Leipzig, Leipzig, 19. a 22. Març de 2007; [al mateix temps, la conferència anual de l'Associació Alemanya de Biblioteques e. V. (DBV), el 96. Dia del Bibliotecari Alemany, la jornada de treball i formació avançada per a bibliotecaris de biblioteques públiques i acadèmiques i la conferència de treball i formació avançada per a documentals]. Wiesbaden: Dinges i Frick, 2007
- Cooperació versus competència en el desenvolupament de serveis electrònics a biblioteques. D'Allison Dobbie; Barbara Lison-Ziessow; Xarxa Internacional de Biblioteques Públiques; Fundació Bertelsmann. Fundació Bertelsmann, 2002
- Accés a Internet a biblioteques públiques - necessitat i possibilitat d'estructurar l'accés en línia a la informació i el coneixement: projecte; BINE (biblioteca + internet). Bremen, 1999
- Associació Alemanya de Biblioteques…; Voluntaris: (no) una oportunitat per a les biblioteques ?: un document de posició de l'Associació Alemanya de Biblioteques. Berlín, 1999
- La història de la biblioteca de paisatges. Amb Martin Tielke. Aurich: Paisatge de Frísia Oriental 1995.

### Traduccions
- Pintura russa dels anys 20 i 30 [intercanvi d'exposicions Rússia - Baixa Saxònia (lloc d'exposició: Oldenburg)] / [l'orgue. Museus: per a la Baixa Saxònia Museumsdorf Cloppenburg, el Museu a l'Aire Lliure de la Baixa Saxònia…; per a Rússia Tula Art Museum, Vladimir-Suzdal State Museum Complex]. Text: Marina Kusina. Ed.: Karl-Heinz Ziessow, Wolfgang Hase. Traduït per: Barbara Lison-Ziessow. Cloppenburg, Museumsdorf Cloppenburg, 1993.